# Buch in Tirol
Buch  in Tirol is een gemeente in het district Schwaz in de Oostenrijkse deelstaat Tirol.

## Geografie
Buch ligt in het Unterinntal ten zuiden van de Inn. Naast het hoofddorp Buch behoren tot de gemeente ook de kernen St. Margarethen, Maurach, een deel van Rotholz en het op een helling gelegen Troi (bestaande uit Obertroi en Untertroi).

## Geschiedenis
Het dorpsgebied van Buch ontwikkelde zich vanaf de 10e eeuw tot aan de bloei van de mijnbouw rond Schwaz. In de middeleeuwen werd namelijk in het zuidelijke deel van de gemeente gedurende lange tijd koper en zilver gedolven. Buch werd voor het eerst vermeld in een oorkonde van het klooster St. Georgenberg als Puech in 1120. Gedurende de middeleeuwen hadden de heren van Rottenburg een grote invloed op het dorp.
In 1809 werd het dorp door het Beierse leger belegerd en voor het overgrote deel platgebrand. Vijftig huizen en de parochiekerk, gelegen in St. Margarethen, werden hierbij verwoest. De kerk werd in 1819 in grotere afmetingen opnieuw opgebouwd.
Buch kreeg in 1952 van de Tiroler deelstaatregering het achtervoegsel bei Jenbach (bij Jenbach).

## Economie en infrastructuur
Buch heeft vele kleine en middelgrote bedrijven. Veel bewoners zijn echter werkzaam buiten de gemeente. Buch is bereikbaar via de Inntal Autobahn, met de uitritten Schwaz en Jenbach in het westen en de uitrit Wiesing in het oosten.